# Bowling Green (Kentucky)
Bowling Green és una població dels Estats Units a l'estat de Kentucky. Segons el cens del 2009 tenia 56.598 habitants.

## Demografia
Segons el cens del 2000, Bowling Green tenia 49.296 habitants, 19.277 habitatges, i 10.698 famílies. La densitat de població era de 537,5 habitants/km².
Dels 19.277 habitatges en un 26,2% hi vivien nens de menys de 18 anys, en un 38,5% hi vivien parelles casades, en un 13,1% dones solteres, i en un 44,5% no eren unitats familiars. En el 33,5% dels habitatges hi vivien persones soles el 10,6% de les quals corresponia a persones de 65 anys o més que vivien soles. El nombre mitjà de persones vivint en cada habitatge era de 2,27 i el nombre mitjà de persones que vivien en cada família era de 2,91.
Per edats la població es repartia de la següent manera: un 20,2% tenia menys de 18 anys, un 23,5% entre 18 i 24, un 26,9% entre 25 i 44, un 17,5% de 45 a 60 i un 12% 65 anys o més.
L'edat mediana era de 29 anys. Per cada 100 dones de 18 o més anys hi havia 90,4 homes.
La renda mediana per habitatge era de 29.047$ i la renda mediana per família de 40.320$. Els homes tenien una renda mediana de 30.244$ mentre que les dones 22.606$. La renda per capita de la població era de 17.621 $. Entorn del 15,7% de les famílies i el 21,8% de la població estaven per davall del llindar de pobresa.

## Poblacions més properes
El següent diagrama mostra les poblacions més properes.